# Acanthuchus minutispinus
Acanthuchus minutispinus är en insektsart som beskrevs av William D. Funkhouser. Acanthuchus minutispinus ingår i släktet Acanthuchus och familjen hornstritar. Inga underarter finns listade i Catalogue of Life.